# Сент-Мор, Арчибальд, 13-й герцог Сомерсет
Арчибальд Элджернон Генри Сент-Мор (англ. Archibald Algernon Henry St Maur; 30 декабря 1810, Лондон, Великобритания — 28 октября 1891, там же) — британский аристократ, 13-й герцог Сомерсет, 13-й барон Сеймур и 11-й баронет Сеймур с 1885 года.

## Биография
Арчибальд Сент-Мор родился 30 декабря 1810 года в Лондоне и стал вторым сыном Эдуарда Сеймура, 11-го герцога Сомерсета, и его жены Шарлотты Гамильтон. Служил в королевской конной гвардии, с 1844 года занимал пост верховного шерифа Лестершира. В 1885 году, после смерти старшего брата Эдуарда, не оставившего сыновей, стал 13-м герцогом. Он не был женат, так что после его смерти герцогский титул перешёл к третьему брату — Элджернону Сент-Мору.